# Subprefectura de Vila Prudente
La subprefectura de Vila Prudente es una de las 32 subprefecturas de la ciudad de São Paulo, siendo regida por la Ley Nº 13,999 del 1 de agosto del 2002.
Está conformada por dos distritos: Vila Prudentey São Lucas que sumados representan un área de 33.3 kilómetros cuadrados y una población de 232,576 habitantes.
El 24 de enero de 2015, tras la separación de territorios bajo la administración de esta subprefectura, se creó la subprefectura de Sapopemba. Fue creada por Ley N° 15,764 promulgada por el entonces alcalde Fernando Haddad en el mes de mayo de 2013.